# Naturstein-Fassadenverankerung

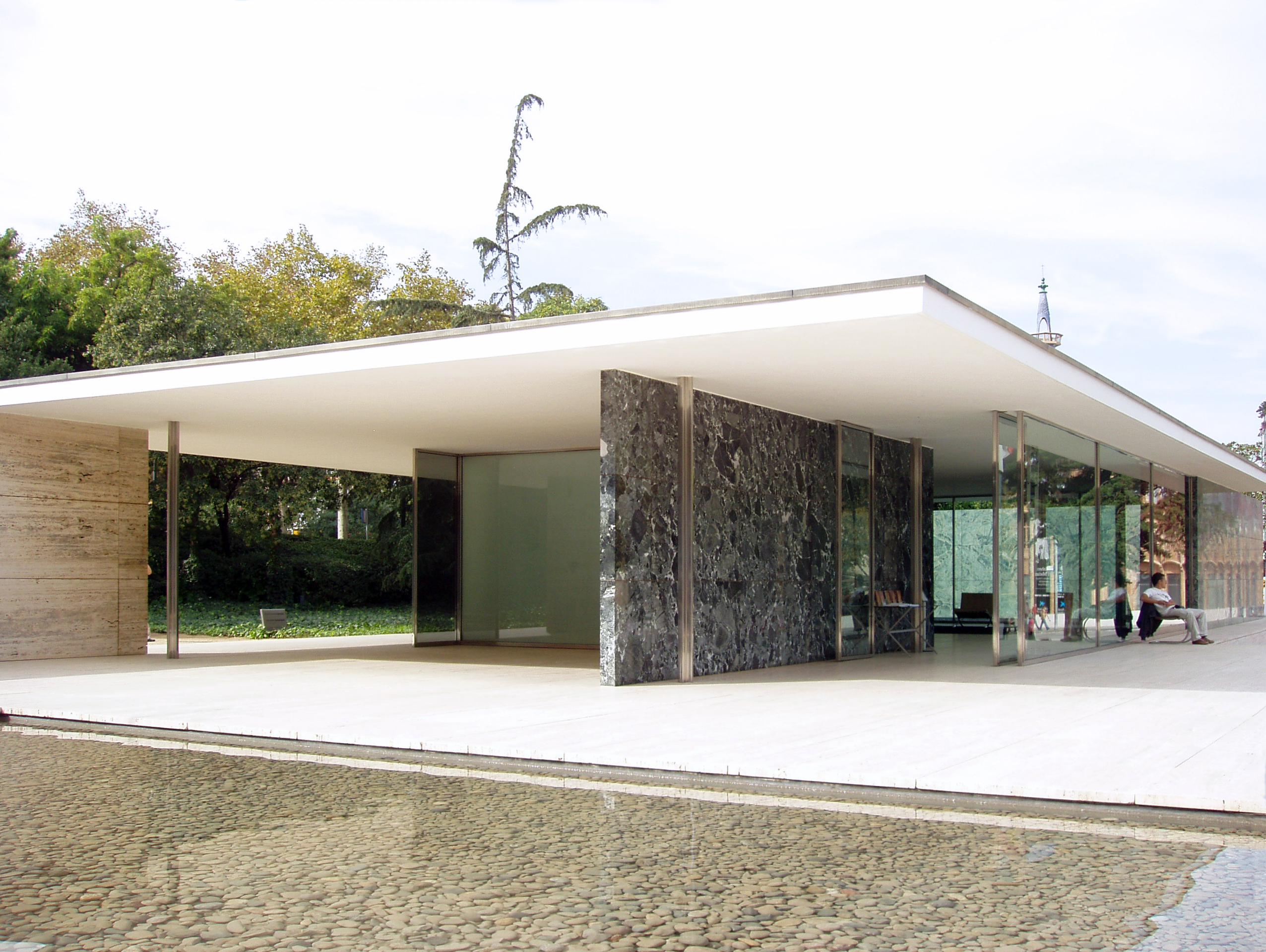
Der Deutsche Pavillon der Weltausstellung 1929 in Barcelona von Mies van der Rohe war mit Natursteinplatten verkleidet

Die Naturstein-Fassadenverankerung von Platten wurde in Deutschland ab den 1920er Jahren eingesetzt und ist heute ein etabliertes Arbeitsfeld des Steinmetzhandwerks. Plattenförmige Werksteine werden mittels Edelstahlanker an der tragenden Konstruktion befestigt und bilden die sichtbare Fassade. Die Platten werden zuvor mit Steinsägen formatiert, die Oberfläche gegebenenfalls mit Steinschleifmaschinen gestaltet und Steinbohrmaschinen mit Ankerlöchern passend angefertigt worden sind.

## Geschichte

Das IG-Farben-Haus, heute ein Teil Johann Wolfgang Goethe-Universität Frankfurt am Main

Verankerungen von massiven Bauteilen aus Naturstein wurden bereits im Antiken Griechenland vorgenommen. Sie dienten zur Befestigung von auskragenden und Lagesicherung von statisch beanspruchten oder exponierten Bauteilen mittels eiserner Anker, die in Aussparungen im Stein eingebleit wurden.
Als Bauten aus Stahlbeton zu Beginn des 20. Jahrhunderts eine weitere Verbreitung fanden, ergab sich die Notwendigkeit, eine Methode zur Verankerung von plattenförmigem Naturstein an der tragenden Wand zu entwickeln, um die Gebäude weiterhin mit langlebigen und repräsentativen Natursteinfassaden ausstatten zu können.
Architekten des Neuen Bauens wie Adolf Loos und des nachfolgenden Bauhausstils verwendeten Natursteinplatten zur Verkleidung ihrer schnörkellosen Bauwerke. Auf die aus massivem Werkstein gearbeiteten Gesimse, Friese und sonstige Bauzier wurde nun weitgehend verzichtet.
Als richtungsweisend für die neue Architektur, die mit Natursteinplatten gestaltete, gilt der Deutsche Pavillon der Weltausstellung in Barcelona (1929) von Mies van der Rohe, der mit Travertin und Serpentinit verkleidet wurde. Möglicherweise eines der ersten Bauwerke, bei denen in großem Umfang die neue Versetztechnologie mit „dünnen“ Natursteinplatten angewendet wurden, ist der Mittnachtbau in Stuttgart aus Cannstatter Travertin (1926–1928) von Ludwig Eisenlohr junior und Oscar Pfennig. Ein großes Bauprojekt mit etwa 33.000 m² Fassadenplatten aus Cannstatter Travertin war das IG-Farben-Haus in Frankfurt (1928–1931) von Hans Poelzig. Weitere große mit Naturstein verkleidete Bauwerke in dieser Zeit waren das „Disch-Haus“ (Römischer Travertin) von Bruno Paul in Köln (1929) und das Shell-Haus in Berlin mit Römischen Travertin (1930–1931) von Emil Fahrenkamp. Im großen Stil wurde diese Technologie am Reichsluftfahrtministerium (1935), heute Detlev-Rohwedder-Haus, mit etwa 42.000 Quadratmetern Außenfassade aus Kirchheimer Muschelkalk umgesetzt.
Das damalige Montagesystem folgte vier Grundsätzen: „Fortlaufend fester Aufstand [der Natursteinplatten], Haftverbund mit Hintermörtelung, Verankerung als Kippsicherung, kraftschlüssiger Mörtelverbund in den Fugen.“

Frühe Bauwerke mit Naturstein verkleidet
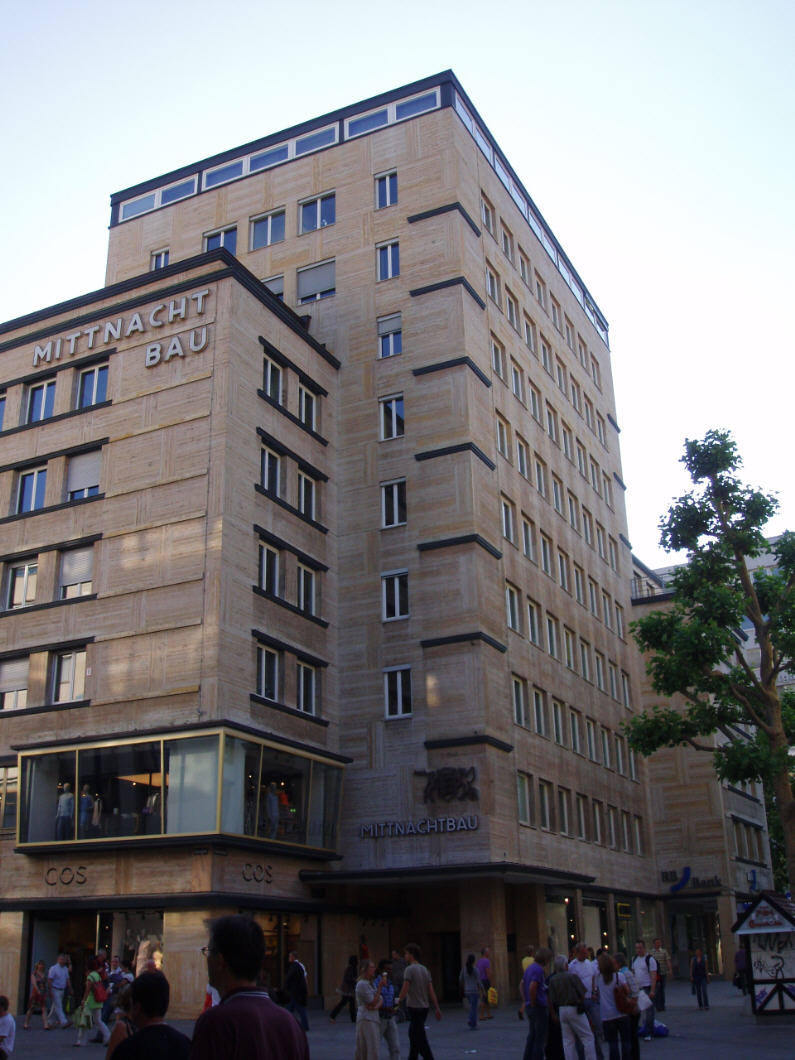
Der Mittnachtbau in Stuttgart (1926–1928)
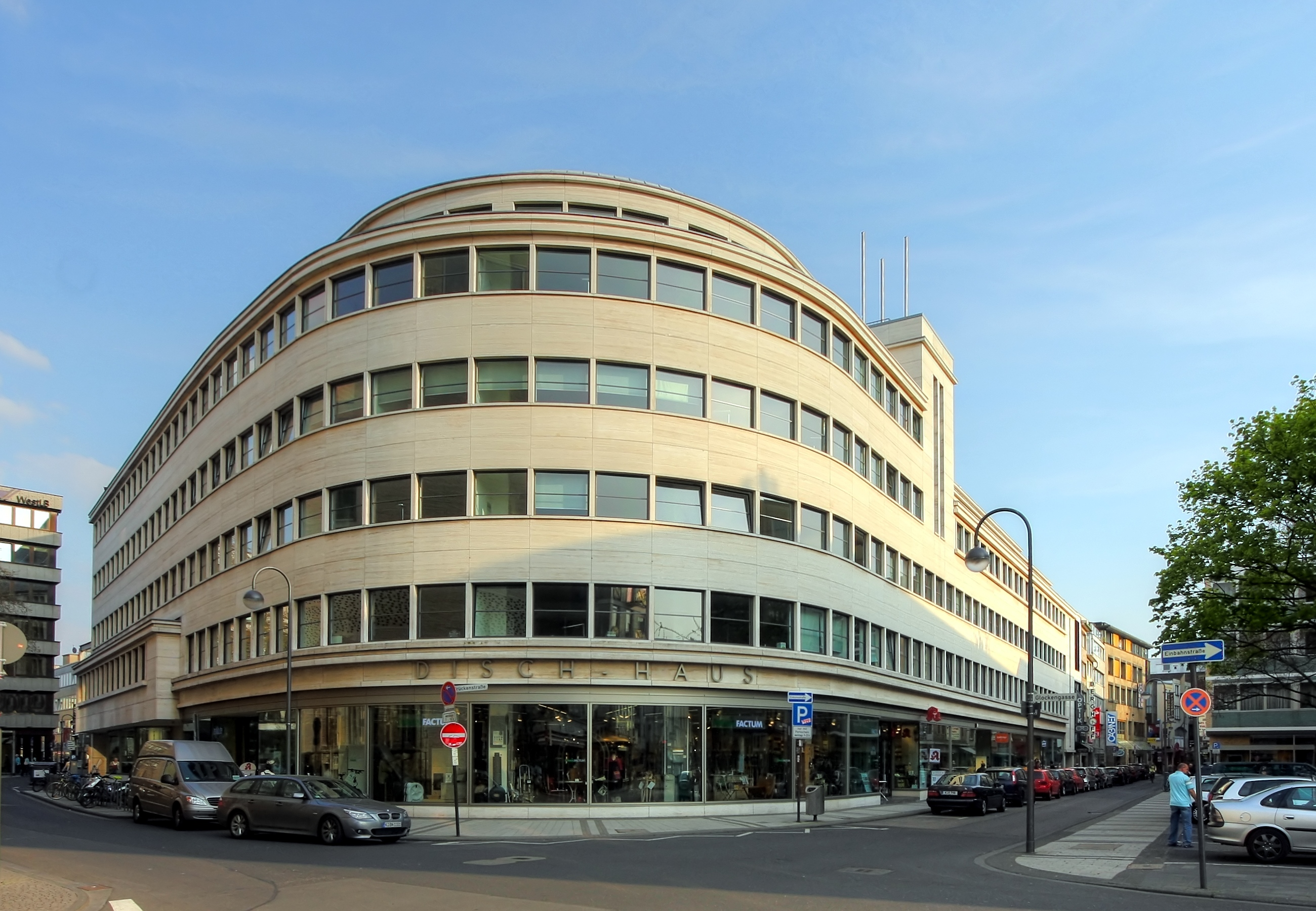
Das Disch-Haus in Köln (1929)
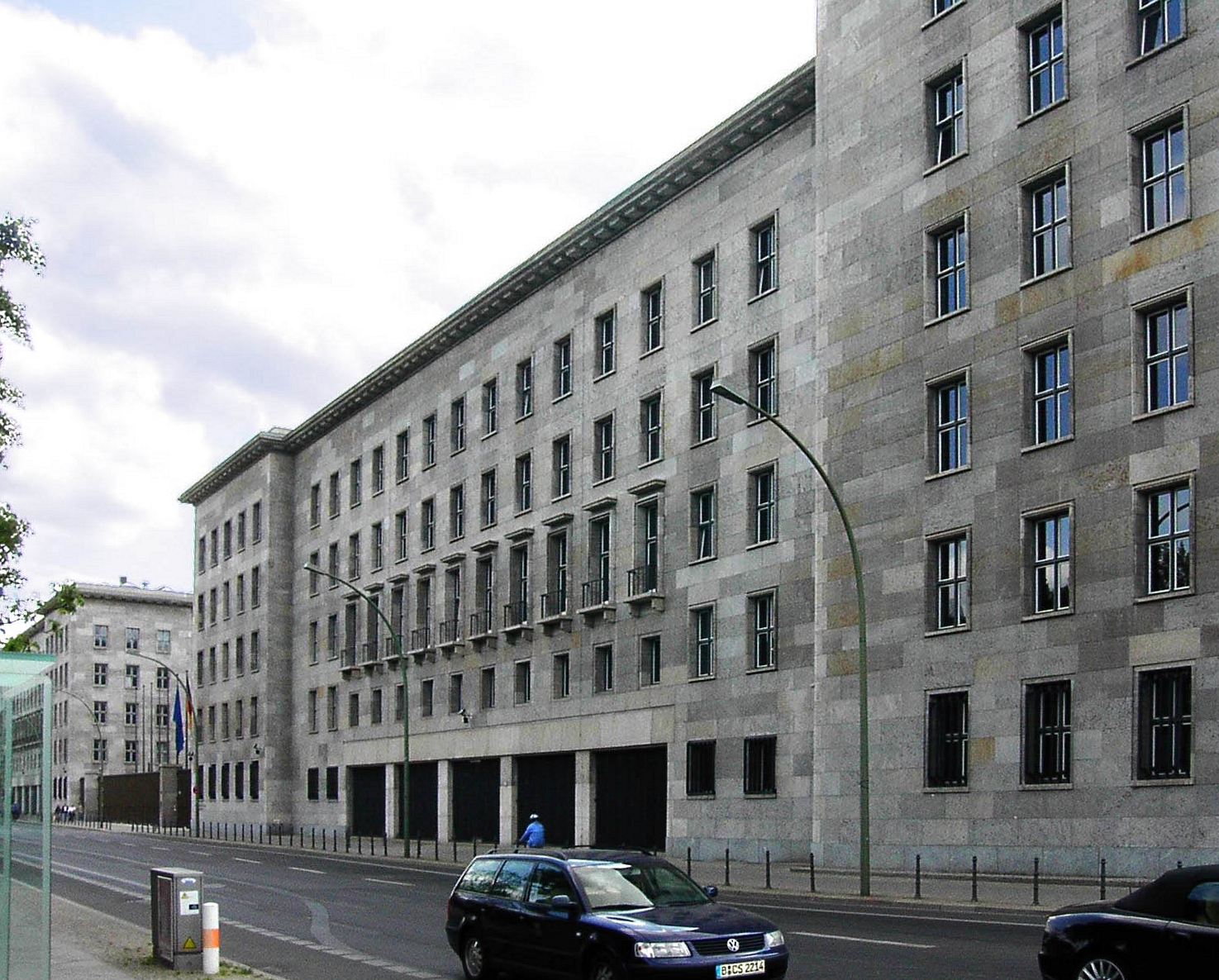
Das Detlev-Rohwedder-Haus (ehemaliges Reichsluftfahrtministerium) (1935)
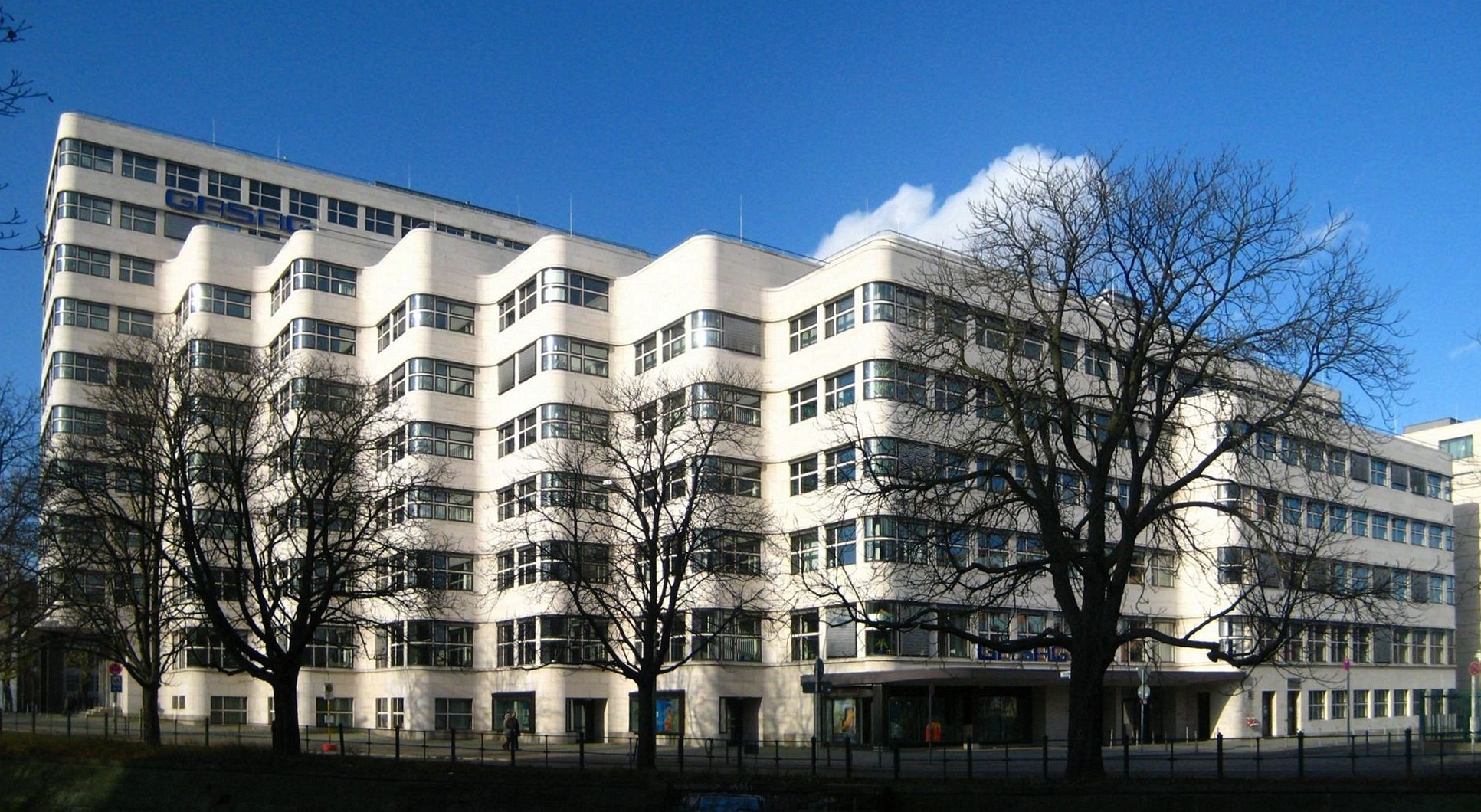
Das Shell-Haus in Berlin (1930–1932)

Diese Verankerungs- und Versetztechnologie ist nach heutigem Erkenntnisstand unbefriedigend, da die Verankerung mit rohen Eisenankern erfolgte und die Fassadenplatten hintermörtelt wurden. Thermische Ausdehnung führt zu Spannungen im großflächigen Verbund der Platten. In der Folge bilden sich feine Risse in den Fugen zwischen und hinter den Steinplatten. Wasser kann über die Risse eindringen und aufgrund der fehlenden Hinterlüftung nur langsam wieder abtrocknen. Dies führt zu Frostschäden und Korrosion der unbehandelten Eisenanker.
Nach dem Ende des Zweiten Weltkriegs wurde weiterhin mit dieser Methode versetzt. Am 1. Juli 1961 veröffentlichte der Deutsche Naturwerkstein-Verband Verankerungsbeispiele, in denen der beratende Bauingenieur Johannes Wieczorek statische Berechnungen vornahm, die von der Landesgewerbeförderungsanstalt Bayern in Würzburg überprüft wurden und die Voraussetzung für eine Normung lieferten. Parallel wurden Edelstahlankern weiterentwickelt und in Serie produziert, etwa von der Firma Lutz in Wertheim. 1962 wies Professor Schaupp in seinem Werk Die Außenwand auf die Vorteile einer Hinterlüftung zur verbesserten Abtrocknung und Wasserdampfdurchlässigkeit hin, wodurch die Lebensdauer der Verkleidung und die Dämmeigenschaft der Außenwand erhöht wird. Ebenso erachtete er eine Dehnfugen zwischen den Platten als notwendig.
Die bis heute geltende Norm sieht Platten von wenigstens 3 Zentimetern Stärke aus Hartgestein mit Hinterlüftung durch eine Luftschicht von 2 Zentimetern vor, die an 4 Verankerungspunkten durch korrosionsbeständige Edelstahlanker aus V4A-Stahl zu befestigen sind. Zur Verbesserung der Wärmedämmung wird heute zwischen Luftschicht und tragender Wand eine Lage Dämmstoff installiert.

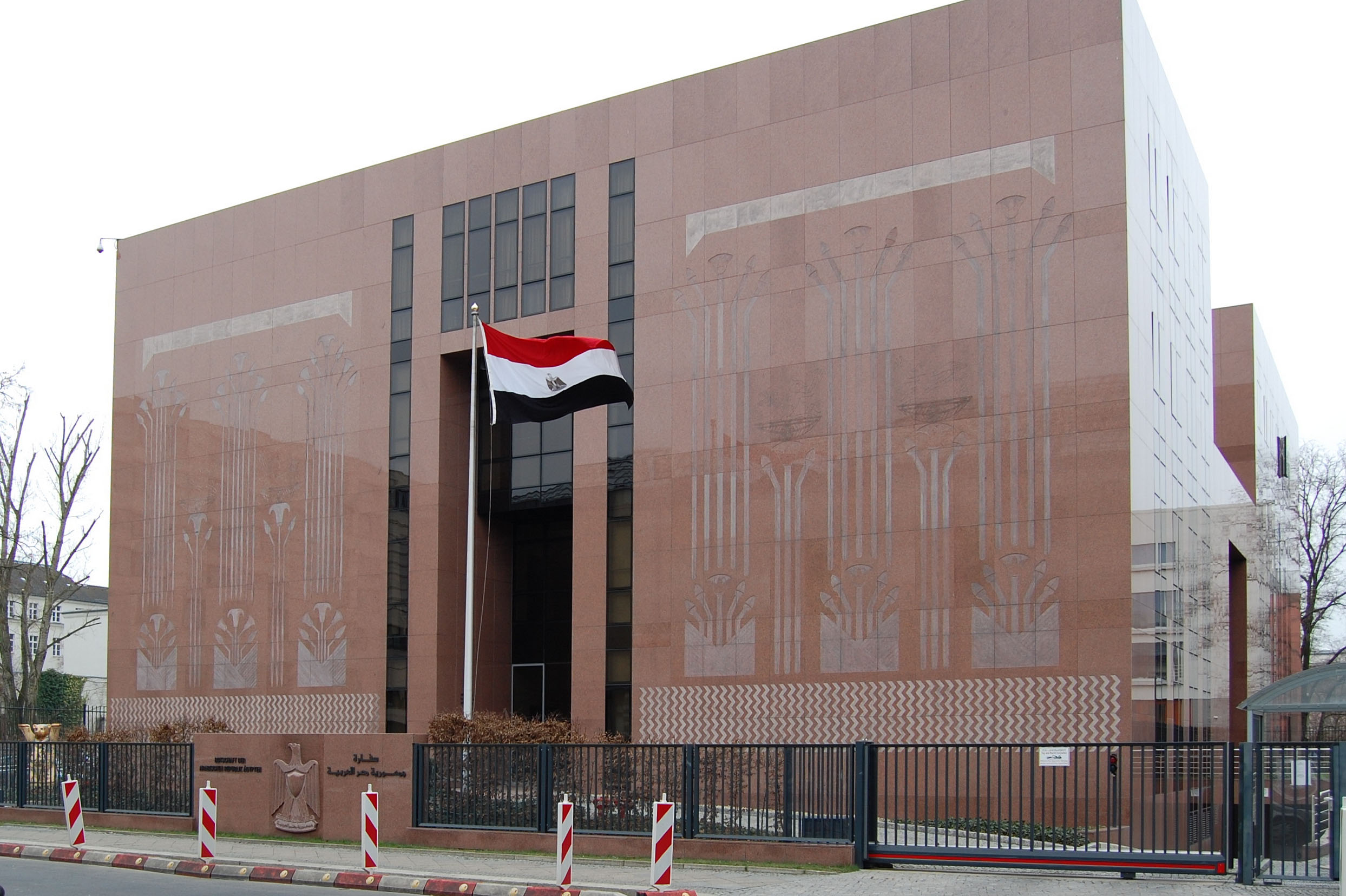
Fassade der Ägyptischen Botschaft in Berlin, die durch Ornamente gestaltet ist

## Anforderungen
- Gestaltungsanforderungen: Die Erscheinung der Außenhaut eines Gebäudes wird durch Gesteinsauswahl, Format der Platten und Wahl des Fugenschnitts bestimmt. Oberflächenbearbeitung, Textur und Zeichnung (Farbe, Farbwechsel, Adern) der Steinplatten prägen die Fassade.
- Ökonomische Anforderungen: Naturwerkstein wird mit vergleichsweise geringem Energie- und Kostenaufwand gewonnen und hergestellt; er ist nicht brennbar und unproblematisch zu rezyklieren oder zu entsorgen. Naturwerkstein ist in einer längerfristigen ökonomischen Betrachtung eines der kostengünstigen Baumaterialien.
- Technische Anforderungen: Das verwendete Material muss verwitterungsbeständig sein. Die Bekleidung muss die dahinterliegenden Gebäudekonstruktion schützen. Die Verankerungen sollten möglichst keine Wärmebrücken darstellen. Jede Fassadenplatte muss sich einzeln aufgrund der thermischen Ausdehnung von Naturstein frei bewegen können. Deswegen sollen die Fugen an den Platten entweder offen bleiben oder lediglich mit elastischen Fugmassen geschlossen werden.

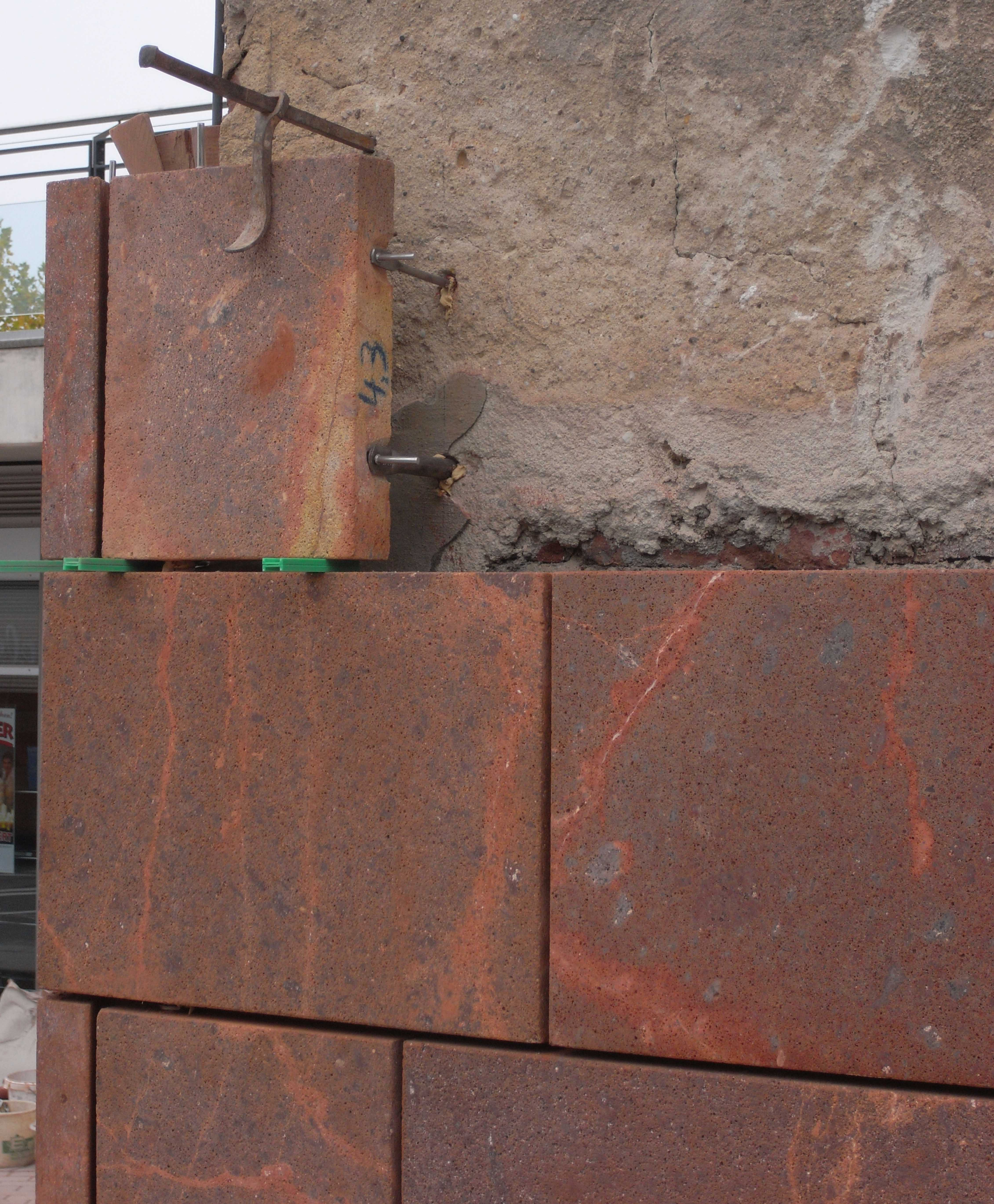
Versetztechnik von Natursteinplatten in der Vertikalfuge, hier aus Rochlitzer Porphyr (ohne Wärmedämmung)

## Konstruktion
Konstruktionsaufbau moderner Natursteinfassaden:
- Natursteinplatten mit einer Mindestdicke von 30 Millimetern für Hartgestein und 40 Millimeter für Weichgestein
- Luftschicht mit einem Abstand von Natursteinplatte zu Wärmedämmung mindestens 20 Millimeter (Schlagwetterseite bis zu 50 Millimeter)
- Wärmedämmung nach Anforderung der geltenden Wärmeschutzverordnung
- Befestigungsuntergrund aus Beton und Mauerwerk mit einer Mindestfestigkeit von 12 N/mm²

Wenn diese Voraussetzungen eingehalten und die Standardanker aus V4A-Stahl nach Herstellerangaben dimensioniert werden, sind die Anforderungen der sogenannten typengeprüften Verankerung erfüllt und eine gesonderte statische Berechnung entfällt.

## Verankerungstechnik
Fassadenplatten werden überwiegend an vier Punkten verankert. Ein Sonderfall ist die an drei Punkten verankerte Platte. In die Plattenkanten fassen die Ankerdorne mindestens 25 Millimeter tief ein. Die Bohrungen in den Schmalseiten müssen zu den Kanten einen Abstand von 10 Millimetern einhalten, um eine ausreichende Ankerdornausbruchslast zu erzielen.

Bei der Hinterschnittverankerung werden die Anker nicht in die Plattenkanten, sondern in Aussparungen in der Plattenrückseite eingelassen.
Die überwiegend eingesetzten Einmörtelanker werden mit vergütetem schnellabbindendem Zementmörtel oder Kunstharzen in Bohrlöchern im Beton und Mauerwerk verklebt.
Dübelanker werden im Bohrloch verschraubt und können im System mit einer Schienen-Unterkonstruktion aus rostfreiem Stahl eingesetzt werden.
Schweißanker werden an Stahlplatten angeschweißt, die zuvor im Beton eingegossen wurden.
Weitere Ankertypen sind die Pfeiler- und Schraubanker. Für spezielle Anwendungen und großformatige Platten werden Sonderanker eingesetzt.
Des Weiteren können Natursteinplatten auch auf Schienen befestigt werden.
In der Regel werden zwei Trageanker verwendet, die zugleich eine Trage- und Haltefunktion erfüllen, indem sie auch das Eigengewicht der Platte tragen. In der senkrechten Fuge fassen sie im unteren Fünftel der Plattenseite ein und der obere Teil der Platte wird durch einen oder zwei Halteanker fixiert. Wird in der Horizontalfuge verankert, dienen die Trageanker einer Reihe zugleich als Halteanker für die darunterliegenden Platten.